# Chlorobapta
Chlorobapta is een geslacht van kevers uit de familie bladsprietkevers (Scarabaeidae). Het geslacht werd voor het eerst wetenschappelijk beschreven in 1880 door Kraatz.

## Soorten
- Chlorobapta bestii (Westwood, 1842)
- Chlorobapta frontalis (Donovan, 1805)
- Chlorobapta goerlingi Schürhoff, 1942
- Chlorobapta hirtipes Lea, 1914
- Chlorobapta tibialis Lea, 1914